# Laino

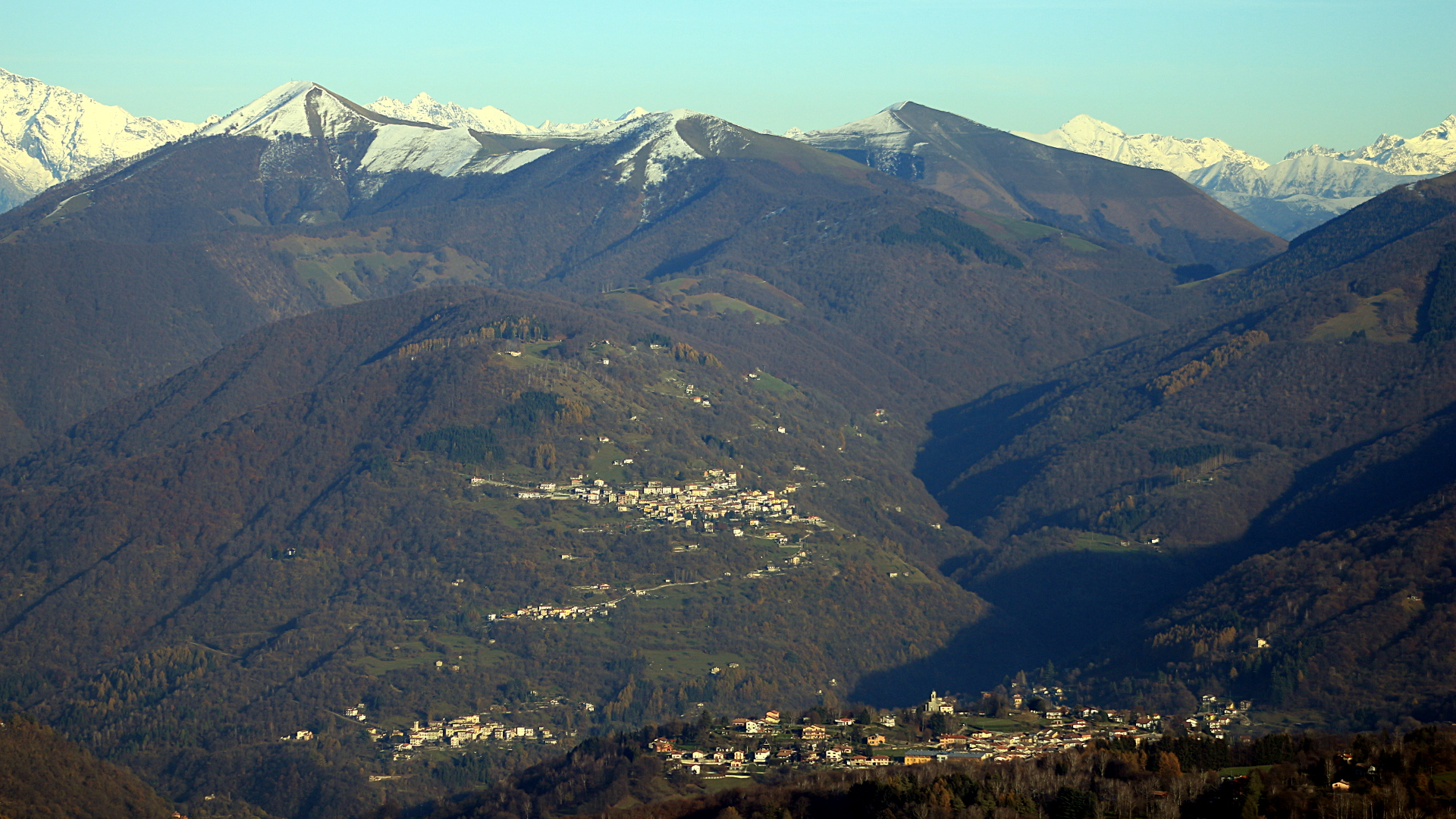
Laino, Ponna Inferiore, Ponna di Mezzo und Superiore mit Monte Galbiga im Hintergrund

Laino ist eine norditalienische Gemeinde (comune) in der Lombardei in der Provinz Como. 

## Lage und Einwohner
Die Gemeinde liegt etwa 19 Kilometer nördlich von der Provinzhauptstadt Como im Val d’Intelvi und hat 550 Einwohner (Stand 31. Dezember 2023).
Die Nachbargemeinden sind Claino con Osteno, Alta Valle Intelvi, Ponna, Pigra und Colonno.

## Bevölkerung
| Bevölkerungsentwicklung' | Bevölkerungsentwicklung' | Bevölkerungsentwicklung' | Bevölkerungsentwicklung' | Bevölkerungsentwicklung' | Bevölkerungsentwicklung' | Bevölkerungsentwicklung' | Bevölkerungsentwicklung' | Bevölkerungsentwicklung' | Bevölkerungsentwicklung' | Bevölkerungsentwicklung' | Bevölkerungsentwicklung' | Bevölkerungsentwicklung' | Bevölkerungsentwicklung' |
| ------------------------ | ------------------------ | ------------------------ | ------------------------ | ------------------------ | ------------------------ | ------------------------ | ------------------------ | ------------------------ | ------------------------ | ------------------------ | ------------------------ | ------------------------ | ------------------------ |
| Jahr                     | 1751                     | 1805                     | 1861                     | 1901                     | 1911                     | 1931                     | 1951                     | 1971                     | 1991                     | 2001                     | 2011                     | 2020                     |                          |
| Einwohner                | 273                      | 242                      | 445                      | 573                      | 599                      | 539                      | 509                      | 533                      | 477                      | 469                      | 517                      | 527                      |                          |

## Sehenswürdigkeiten
- Kirche San Lorenzo[2]
- Kirche San Giuseppe[3]
- Kirche San Vittore[4]
- Oratorium della Croce[5]
- Wohnhaus Quaglio[6]